# Blockpelarkyrka

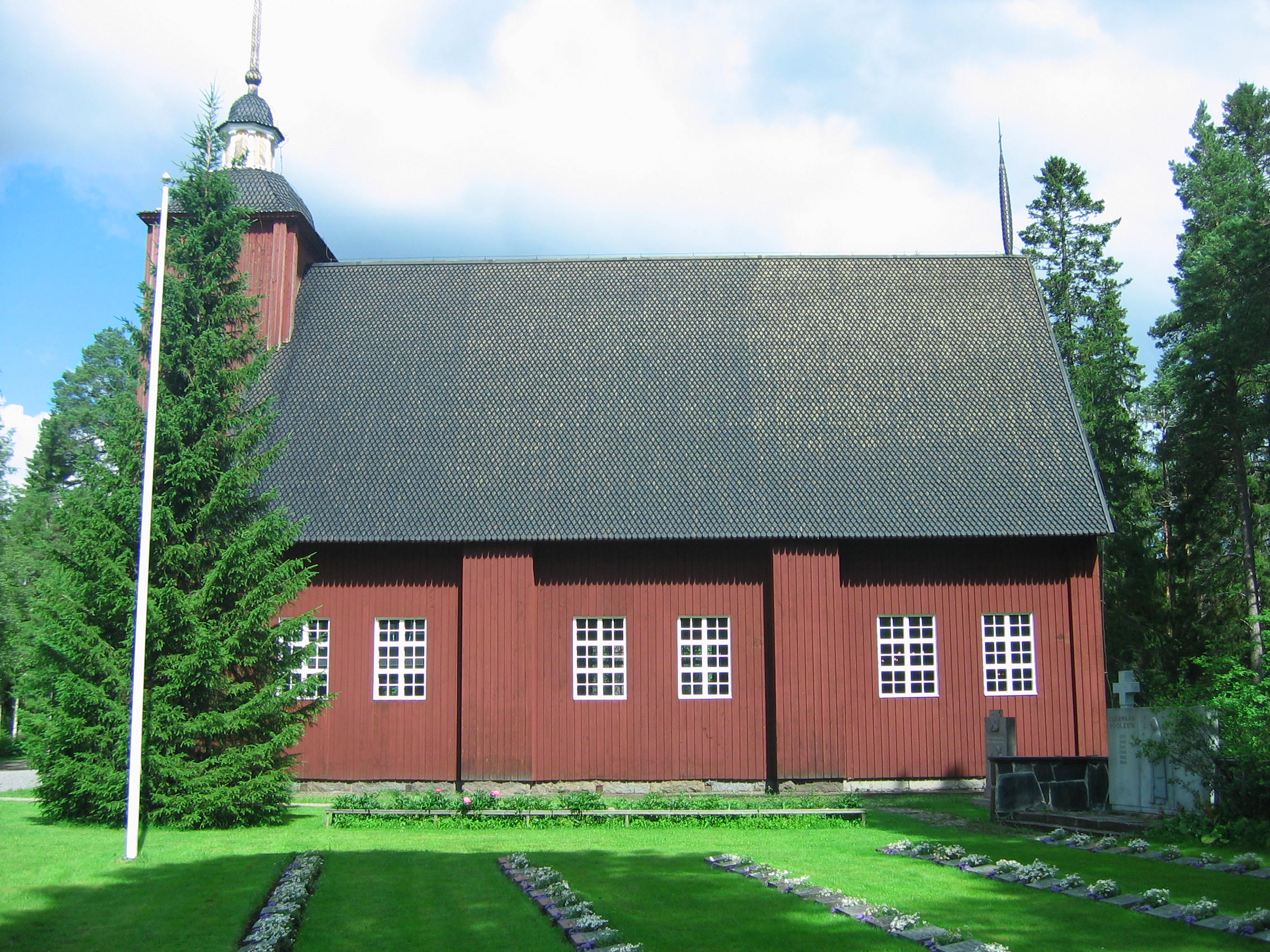
I Utajärvi kyrka finns två par blockpelare.

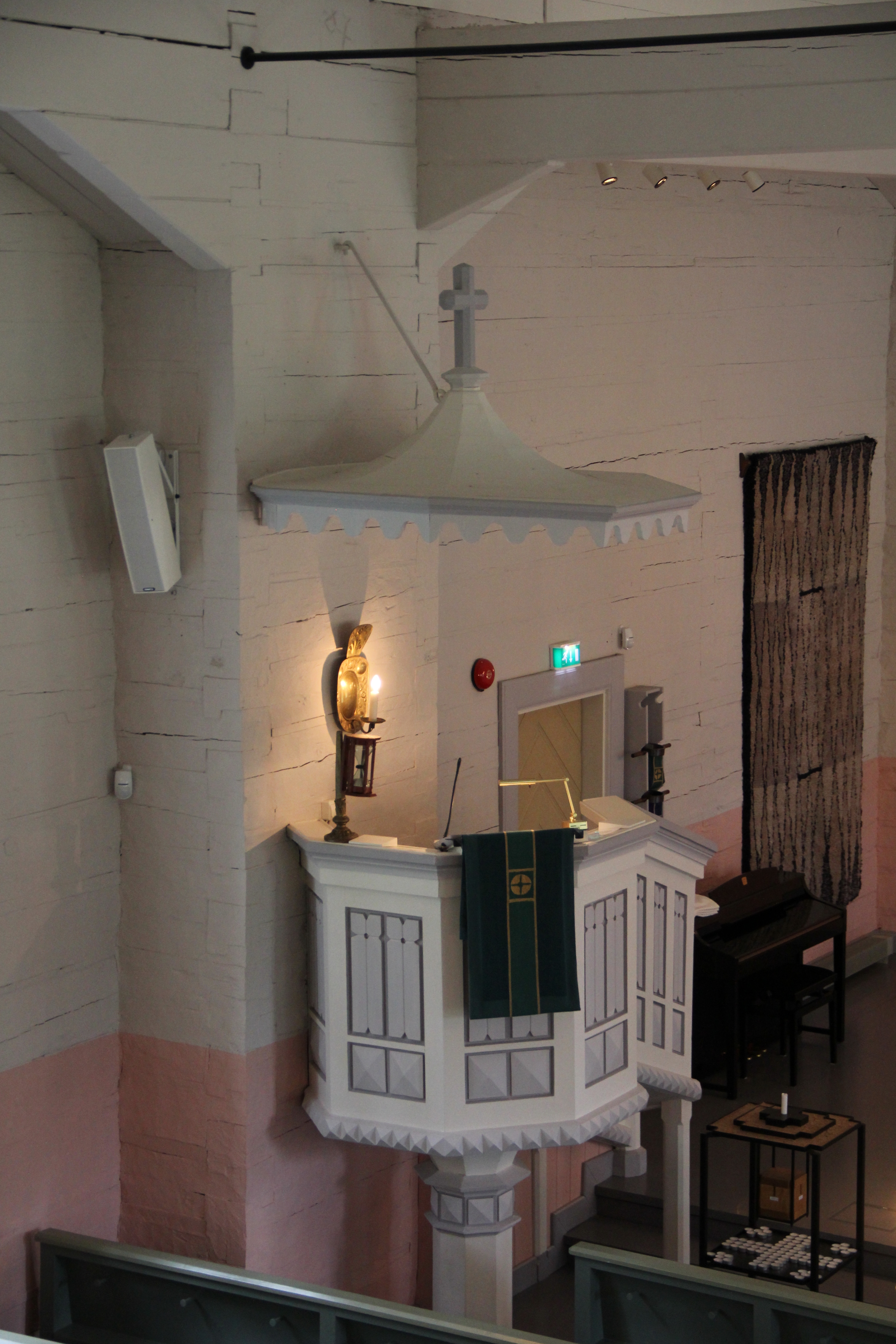
Blockpelaren finns bakom predikstolen. Utajärvi kyrka.

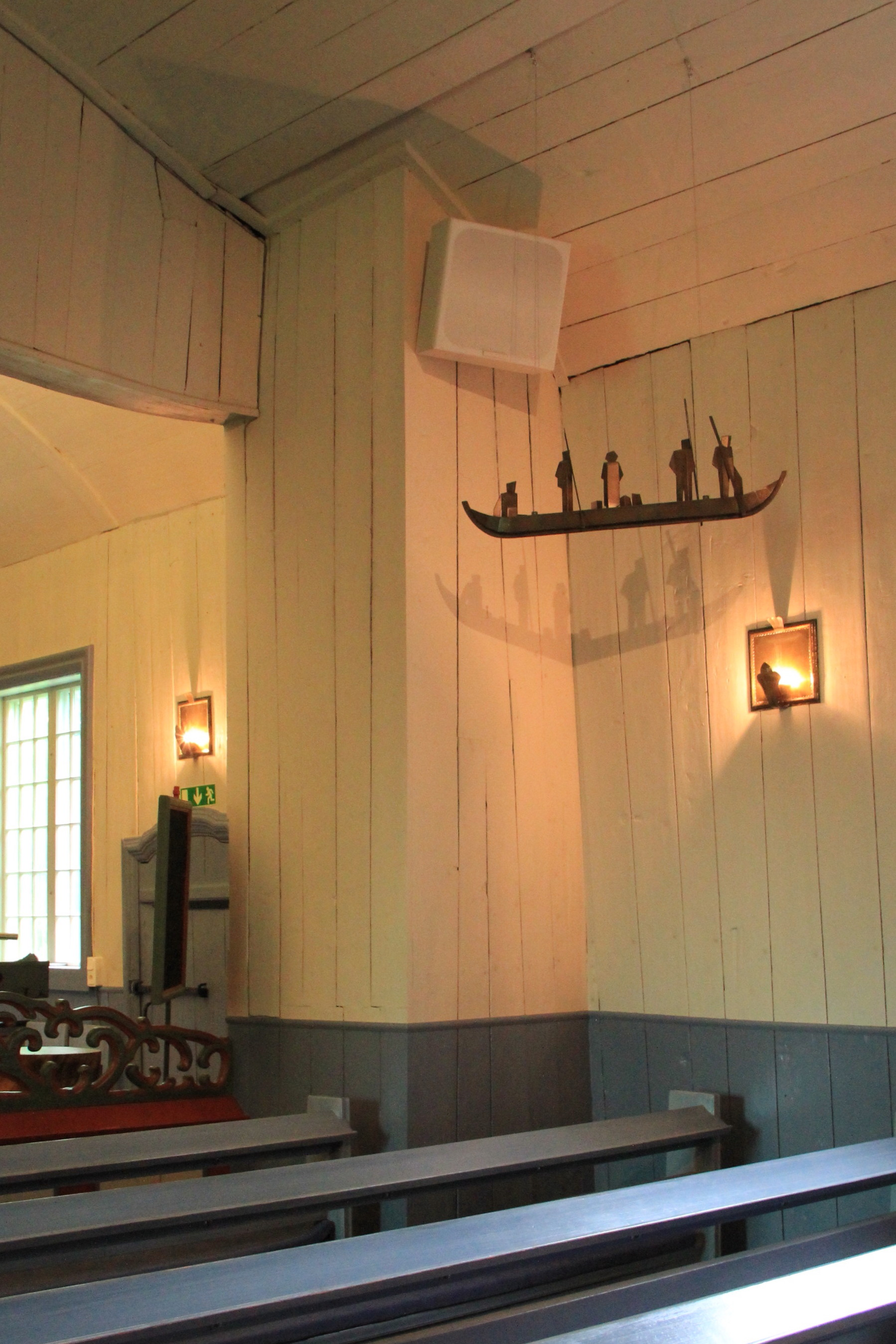
Jukkasjärvi kyrka. Blockpelaren.

Blockpelarkyrkan var en allmän typ av träkyrka i Österbotten på 1600-talet. Enskilda exemplar finns i också på andra håll i Finland och i norra Sverige.

## Konstruktion och förekomst
Grundformen för en blockpelarkyrka är långhuskyrkan, där skarvarna mellan stockarna har placerats inne i en timrad strävpelare. Pelarna syns både på ut och insidan av kyrkan. Pelarna är fyrkantiga timrade hålrum som är lika höga som väggarna. Pelarna är knuttimrade. Väggarnas stockar infogas i pelarna genom knuttimringen. Stödpelaren stöder en lång timmervägg så den inte börjar bukta på grund av trycket från taket. På insidan av kyrksalen stöds väggarna av bindbalkar mellan de parallella väggarna. Vanligast har man använt två par blockpelare. Men den största blockpelarkyrkan är  Torneå kyrka och den har tre par pelare. I västra gaveln har kyrkorna ofta ett timrat torn med hög spira. Oftast hade tornet inga kyrkklockor, utan klockstapeln byggdes separat. Blockpelarkyrkorna förefaller vara en österbottnisk specialitet.

## Kyrkor

### Kända kyrkor
Det byggdes ett hundratal blockpelarkyrkor av vilka tolv har bevarats. Den äldsta bevarade är Vörå kyrka från 1627, som utvidgats till korskyrka år 1777. Muhos kyrka stod klar senast år 1634 och har bevarats nästan i sin ursprungliga form.

#### Försvunna kyrkor
De flesta blockpelarkyrkorna har försvunnit. de har förstörts av eld eller rivits när nya kyrkor har byggts. Till de kyrkor som försvunnit hör bland annat Uleåborgs gamla domkyrka, S:ta Birgitta kyrka i Lappfjärd, Ijo S:t Lars och kyrkorna på Karlö och i Salois.

## Forskning
Forskningen kring blockpelarkyrkorna har främst skett ur konsthistoriskt perspektiv. Den äldsta och mest omfattande forskningen har gjorts av Lars Pettersson och utgetts av Finska fornminnesföreningen 1987 i "Templum Saloense". Byggnadstekniskt har kyrkorna undersökts av den japanska arkitekten Akira Takeuchi i hans doktorsavhandling, framlagd i Tokyo 2008. Den har också publicerats på japanska. Han hävdar att den finska strävpelartekniken är unik. Smärre byggnadsteknisk forskning har också gjorts vid Aaltouniversitetet av Antti Haikala 2010. Han konstaterade att pelarna inte bara skall stöda de långa väggarna utan ingår i en större helhet av bindbalkar och andra byggnadstekniska lösningar.

## Bevarade blockpelarkyrkor

### I Finland
- Vörå kyrka – 1627 (utvidgad till korskyrka 1777)
- Muhos kyrka – 1634
- Torneå kyrka – 1686
- Tervola gamla kyrka – 1687
- Sodankylä gamla kyrka – 1689
- Kempele gamla kyrka – 1691
- Ulrika Eleonora kyrka, Kristinestad – 1700
- Alastaro kyrka – 1751 (flyttad från Loimaa 1841)
- Utajärvi kyrka –1762
- Temmes kyrka – 1767
- Ullava kyrka – 1783

### I Sverige
- Jukkasjärvi kyrka (i Norrbottens län) – 1726[4]